# Gariep-Gürtel

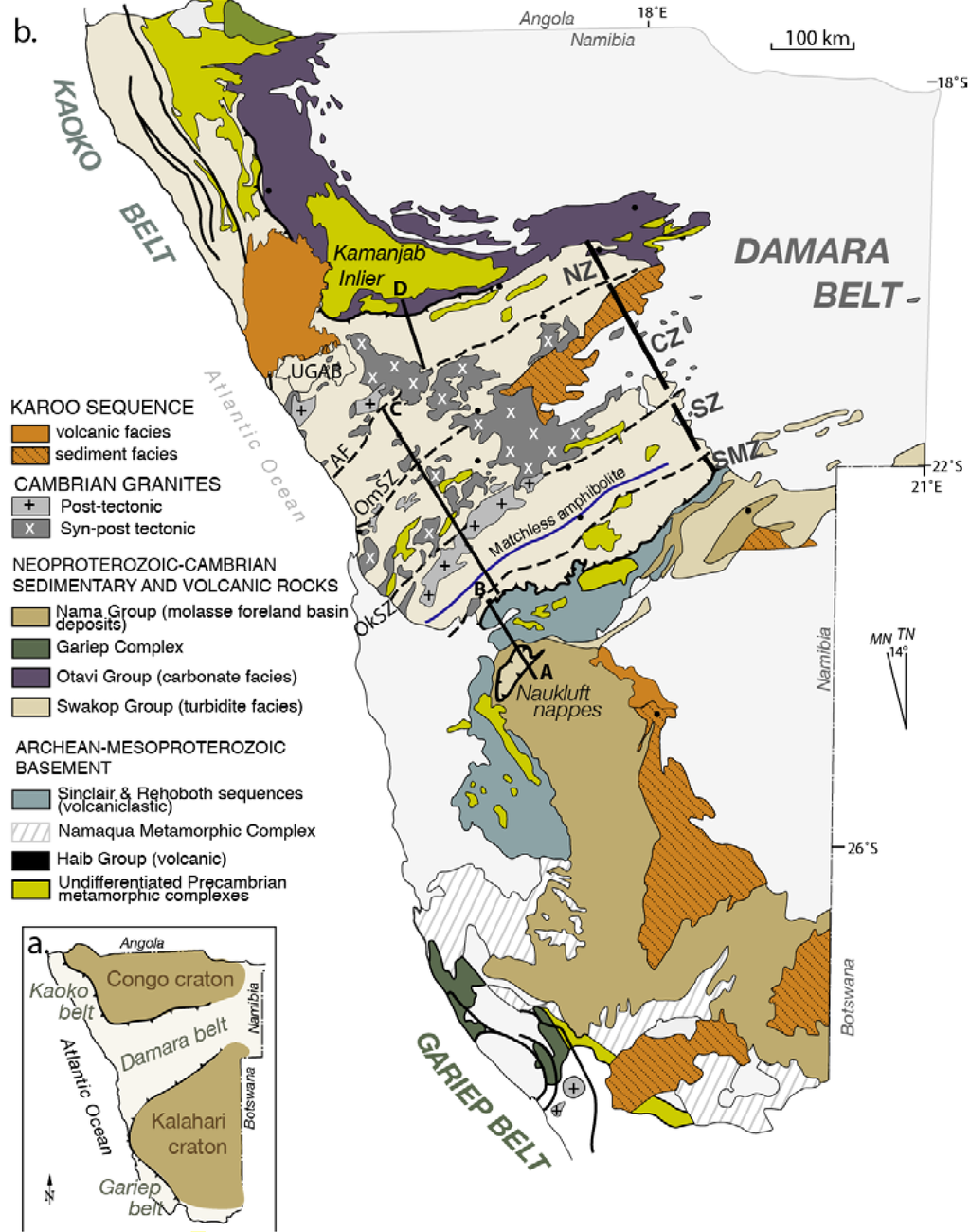
Geologische Karte der Faltengürtel des Damara-Orogens

Gariep-Gürtel (englisch Gariep Belt) bezeichnet in der regionalen Geologie Afrikas einen etwa Nord-Süd streichenden, neoproterozoischen Falten- und Überschiebungsgürtel an der atlantischen Ostküste, beginnend in Lüderitz im Südwesten Namibias bis Kleinzee an der Nordwestküste Südafrikas über eine Länge von etwa 400 Kilometer und einer Breite von etwa 80 Kilometer. Benannt ist er nach dem Fluss Oranje, der in Südafrika auch Gariep heißt.
Der Gariep-Gürtel wird dem Damara-Orogen zugerechnet und kann als südliche Fortsetzung des Damara-Gürtels angesehen werden. Im Süden geht er in den Saldania-Gürtel am südwestlichen Rand des Kalahari-Kratons über.
Die Bildung des Gariep-Gürtels erfolgte im Zuge der Pan-Afrikanischen Orogenese. Seine Entstehungsgeschichte umfasst den Zeitraum vor 780 bis 520 Millionen Jahren (mya).

## Entwicklung
Zwischen 780 und 740 mya brachen auf „afrikanischer“ Seite der damals noch intakte Kongo-São-Francisco-Kraton (Kongo-SF) und der Kalahari-Kraton auseinander und beide lösten sich vom „südamerikanischen“ Río-de-la-Plata-Kraton. Auf die kontinentale Grabenbruch-Phase folgte Ozeanbodenspreizung. Das entsprechende Ozeanbecken wird Adamastor-Ozean genannt. Die ältesten magmatischen Zeugnisse dieser Dehnungstektonik sind 741 Millionen Jahre alte Rhyolithe und Basalte, die der sedimentären Abfolge der Rosh-Pina-Formation eingeschaltet sind. Diese Formation kam in einem Teil des fossilen Grabenbruchsystems zur Ablagerung, der sich nicht zu einem Ozeanbecken entwickelte, sondern dessen Dehnung irgendwann zum Stillstand kam (Aulakogen, engl. auch „failed rift“ genannt). Als Zeugnis des Übergangs vom kontinentalen Rift-Stadium zum Ozean-Stadium (engl.: „rift-to-drift“, siehe auch → Wilson-Zyklus) gilt der 717 Millionen Jahre alte mafische Gannakouriep-Gangschwarm (engl.: Gannakouriep mafic dyke swarm) am südwestlichen Rand des Kalahari-Kratons, der sich im Gegensatz zu den als subalkalisch klassifizierten Basalten der Rosh-Pina-Formation auch durch alkalisches Gestein auszeichnet.
Die Bildung ozeanischer Kruste am Grund des Adamastor-Ozeans ist durch ca. 700 Millionen-Jahre alte Basalte mit MORB-Signatur belegt, die im Marmora-Terran (siehe unten) vorkommen. Dort treten zudem Basalte auf, die aufgrund ihrer OIB-artigen Geochemie als Überreste von Tiefseebergen (Seamounts) oder aseismischen Rücken interpretiert werden, die infolge der damaligen Plattendrift über einen Hotspot hinweg entstanden waren.
Mit beginnender Subduktion unter den Rio-de-la-Plata-Kraton und damit der Schließung des südlichen Adamastor-Ozeans ab 600 mya setzte die Gariep-Orogenese ein. Zwischen 580 und 570 mya akkretierten die Gesteinskomplexe des Marmora-Terrans. 
Die finalen Faltungs- und Überschiebungsvorgänge im Gariep-Gürtel fanden während der Kollision des Kalahari- mit dem Río-de-la Plata-Kraton um etwa 545 mya statt. Die älteste Molasse im Nama-Becken, dem östlichen Vorlandbecken das Orogens, wird auf 540 Millionen Jahre datiert. Um 520 mya hatte sich der Gariep-Gürtel weitgehend konsolidiert, wie es entsprechend alte postkinematische Plutone zeigen. Jedoch ist ostwärts gerichtete Überschiebungstektonik im Nama-Vorlandbecken noch bis 496 mya nachweisbar.
Der Gariep-Gürtel korreliert mit dem Punta del Este Terran im Dom Feliciano-Gürtel. Die heutige geologische Situation bildete sich mit der Öffnung des Südatlantiks ab der frühen Kreidezeit heraus.

## Strukturen, Gesteine

### Grundgebirge
Der Gariep-Gürtel basiert mit der Port-Nolloth-Zone auf dem Grundgebirge des Namaqua-Natal-Gürtels, insbesondere dem westlichen Namaqua-Abschnitt mit den Regionen Bushmanland, Northern Cape und Richtersveld. Der Namaqua-Natal-Gürtel verläuft quer im unteren Südafrika von Namaqualand beiderseits des Oranje Fluss-Unterlaufs an der Atlantikküste bis zur Provinz KwaZulu-Natal am Indischen Ozean. Geologisch hat er Kontakt mit der Südflanke des Kaapvaal-Kratons.
Ursache für die Ausbildung des Namaqua-Natal-Gürtels waren Grabenbildungen. Der Gürtel entwickelte sich hauptsächlich in zwei Perioden um 2.200 und 1.400 mya aus partiell aufgeschmolzenem (Partielle Schmelze) Material des Erdmantels. Bestandteile aus älteren Krustenquellen sind nur geringfügig vorhanden.
Die Gesteine in den beiden für den Gariep-Gürtel relevanten Regionen entstanden zwischen 2.000 und 1.750 mya und bestehen aus calk-alkinen Laven, Granitoiden, Para- und Orthogneisen.

### Strukturen
Der Gariep-Gürtel ist in zwei Hauptzonen unterteilt: die parautochthone mit nur geringfügig verschobenen Gesteinseinheiten der Port-Nolloth-Zone und westlich davon an der Atlantikküste die allochthone, vorwiegend mafischen Marmora-Terrane mit weit verfrachteten Krustenblöcken. Die Port-Nolloth-Zone und die Marmora-Terrane sind durch die Schakalberge-Störung getrennt. Entlang dieser Störung wurden die Marmora-Terrane während der Kollision des Kratons Rio de la Plata mit dem Kalahari-Kraton in Richtung Südosten auf die Port-Nolloth-Zone aufgeschoben.
An die Port-Nolloth-Zone schließt sich östlich die Nama-Gruppe als Sedimentationsbereich des Gariep-Gürtels an.

#### Port-Nolloth-Zone
Die Port-Nolloth-Zone entwickelte sich infolge von Krustendehnung von einem intra-kontinentalen Grabenbruch (Rifting) zu einem passiven Kontinentalrand am südwestlichen Bereich des Kalahari-Kratons. Sie besteht aus Metasedimenten und Metavulkaniten (jeweils metamorph überprägte Gesteine). Über die stratigraphische Gliederung existieren mehrere Modelle, z. B. das folgende:
Die untere Gariep-Gruppe wird von Stinkfontein-Untergruppe gebildet, die in mehrere Formationen unterteilt ist. Sie enthält Feldspat-Quarzite, intermediäre und saure Vulkanite, kalkhaltige Feldspat-Quarzite, Phyllite sowie Kalksteine. Diese Gesteine wurden während des kontinentalen Riftings, verbunden mit Grabenbildung, abgelagert. Deren Entstehung begann ab 780 mya, welche durch Intrusionen von Alkalifeldspatgraniten begleitet war.
Die obere Gariep-Gruppe ist strukturiert in die Hilda-, Numees- und Holgat-Untergruppen, auch jeweils mit mehreren Formationen untergliedert. Die darin vorkommenden Gesteine bestehen aus Marmoren, Metapelitschichten, Quarziten, Diamiktiten mit Warven geschichteten Peliten, Dropstones und Bändererzen sowie turbiditischen Metaarkosen und Metagrauwacken. Sie wurde an einem passiven Kontinentalrand im Schelfbereich sowie als Tiefseesediment abgelagert. Um 741 mya breiteten sich nördlich des Oranje Flusses massive felsische Lavaflüsse und pyroklastische Ströme in der unterste Formation der Hilda-Untergruppe aus.
Die Diamiktite entstanden während der Sturtischen Eiszeit ab etwa 715 mya sowie der Marinoischen Eiszeit ab etwa 650 mya. Diese werden der Hypothese über die globalen Vereisungen (Schneeball Erde) zugeordnet.
Die Gesteine der Stinkfontein- und der Hilda-Untergruppe sowie die des Grundgebirges wurden 717 mya durch den Gannakouriep mafic dyke swarm durchschlagen (siehe auch Dyke). Diese Intrusionen erstrecken sich zwischen Südafrika und Namibia in der unteren Oranje Fluss-Region. Der Dyke-Schwarm ist gekennzeichnet durch mafische, tholeiitische Gesteine und metamorphe Amphibole.

#### Nama-Gruppe
Die Nama-Gruppe stellt einen Sedimentationsbereich in einem Vorlandbecken am östlichen Rand des Gariep-Gürtels dar. Die Sedimente überlagern die Gesteine der Port-Nolloth-Zone. Die untersten Schichten entstammen jedoch dem Grundgebirge. Den überwiegenden Sedimenteintrag lieferten die Erosionsvorgänge des Gariep-Gürtels, die ab etwa 540 mya einsetzten. Das höchste Alter beträgt etwa 600 mya und ist gekennzeichnet durch die namengebende Nama-Gemeinschaft der Ediacara-Fauna.
Um 520 mya endete die tektonisch-sedimentäre Phase der Port-Nolloth-Zone und der Nama-Gruppe.
In die mittleren Bereiche der Port-Nolloth-Zone intrudierten um 507 mya entlang der SW-NO streichenden Kuboos-Bremen-Linie südlich des Oranje Flusses mehrere post-orogene Plutone aus Alkalifeldspatgraniten und Syenit. Sie unterlagen keiner Deformation oder Metamorphose der Gariep-Orogenese und können daher erst nach Abschluss der tektonisch-sedimentäre Phase entstanden sein. Es wird angenommen, dass diese magmatischen Ereignisse in Verbindung mit Subduktionsvorgängen am Westrand von Gondwana stehen.

#### Marmora-Terran
Das Marmora-Terran lässt sich in drei tektono-stratigraphische Komplexe unterteilen: den Schakalsberge-Komplex, den Oranjemund-Komplex und den Chameis-Komplex. Getrennt sind die Komplexe durch Überschiebungen. Die Komplexe repräsentieren neoproterozoischen Meeresboden und werden in ihrer Gesamtheit als fossiler Akkretionskeil interpretiert, der im Laufe der Subduktion des Adamastor-Ozeans entstand und bei der anschließenden Kollision der Kratone in östlich bis südöstlicher Richtung auf die Port-Nolloth-Zone aufgeschoben wurde. Die südöstlichen Bereiche des Terrans sind dominiert durch reine Kompressionsstrukturen, während die nordöstlichen transpressiven Charakter aufweisen.
Der Schakalsberge-Komplex ist die südlichste und die tektonisch am geringsten beanspruchte Einheit. Sie enthält Relikte von Tiefseebergen (Seamounts) bzw. Ozeaninseln und aseismischen Rücken, bedeckt von Riff-Dolomite. Die untere Formation (Grootderm-Formation) ist ein typischer Ophiolith mit Metagabbros sowie Metabasalten mit unterschiedlichen Gefügen, in denen sich Kissenstrukturen erhalten haben. Häufig in dieser Gesteinssuite sind auch Hyaloklastite. Die auflagernde Gais-Formation enthält stromatolithische und oolithische Dolomite.
Der Oranjemund-Komplex liegt zwischen den beiden anderen Komplexen und hat die größte Ausdehnung. Auch der Grad der tektonischen Beanspruchung liegt zwischen dem der beiden Nachbarkomplexe. Dominierend sind Metagrauwacke, Phyllite und Quarzite, wobei in nur schwach deformierten Bereichen noch turbiditische Abfolgen erkennbar sind.
Der Chameis-Komplex ist die nördlichste und am stärksten tektonisch beanspruchte Einheit. Sie enthält eine sich mehrmals tektonisch wiederholende Sequenz aus Serpentiniten, sowie metamorphen Gabbros, Basalten, basaltischen Brekzien, Hyaloklastiten und Tuffen, überlagert durch Pelite, eine Wechselfolge von Dolomiten und Quarziten sowie verschiedene Phyllite. In Tuffe und Metasedimente eingelagert finden sich teils serpentinisierte ultramafische und mafische „Blöcke“ mit Abmessungen im Dezimeter- bis Kilometerbereich. Diese „Blöcke“ werden, wie auch die übrigen mafischen Gesteine der Sequent als Relikte ozeanischer Kruste und mithin als Ophiolithkomplex gedeutet.

## Deformationen
In der Hauptdeformation des Gariep-Gürtels, die auf 546 bis 542 mya datiert wird, wurden die ozeanischen Krusten der Marmora-Terrane mit einer sinistralen transpressiven Obduktion (Überschiebung) auf den passiven Rand der Port-Nolloth-Zone geschoben. Es bildeten sich von NNO nach SSO streichende Überschiebungs-Strukturen im zentralen und nördlichen Teil des Gürtels. Im südlichen Gürtelbereich verlaufen sie von NO nach SW.
Die Überschiebungsstrukturen enthalten Falten von etwa 1 bis 200 m Wellenlängen mit komplexen Formen und Neigungen, meistens in östliche und südöstliche Richtungen. Manche Strukturen wurden mehrfach überprägt und gefaltet. Die bemerkenswerteste Struktur wird von der Schakalsberge-Störung gebildet.

## Metamorphosen
Der Gariep-Gürtel ist durch eine unterschiedliche polyphase Metamorphoseentwicklung in der Port-Nolloth-Zone und den Marmora-Terranen gekennzeichnet.
Die Port-Nolloth-Zone erfuhr eine Barrow-Type Metamorphose, die charakterisiert ist durch eine Abfolge von Mineralzonen, unter Bedingungen der oberen Grünschiefer-Fazies bis unteren Amphibolit-Fazies. Das Alter der Hauptmetamorphose wurde auf 546 mya datiert, welches gleichbedeutend ist mit der Hauptdeformationsphase.
In den Marmora-Terranen gab es drei Metamorphoseereignisse: Die erste Phase M1 wird als hydrothermale Ozeanbodenmetamorphose bei sehr niedrigen Drücken bis hin zu Amphibolit-faziellen, hohen Temperaturen interpretiert. Sie ereignete sich ab etwa 700 mya während der Öffnung des Adamastor-Ozeans. Die zweite, spätere Metamorphose M2 fand bei etwa den gleichen Temperaturen, aber etwas höheren Drücken als M1, infolge Subduktion des Adamastor-Ozeans mit Akkretion der Terrane zwischen 580 und 570 mya statt. Charakteristisch sind die mit Barrosit umgebenden Hornblende. Die sehr niedrig bis niedrig M3-Metamorphosegrade hat nur lokale Verbreitung. Hierbei entstanden Aktinolith-Amphibole und Chlorite. Sie erfolgte zeitgleich mit der Metamorphose in der östlichen Port-Nolloth-Zone um 546 mya.

## Naturräume

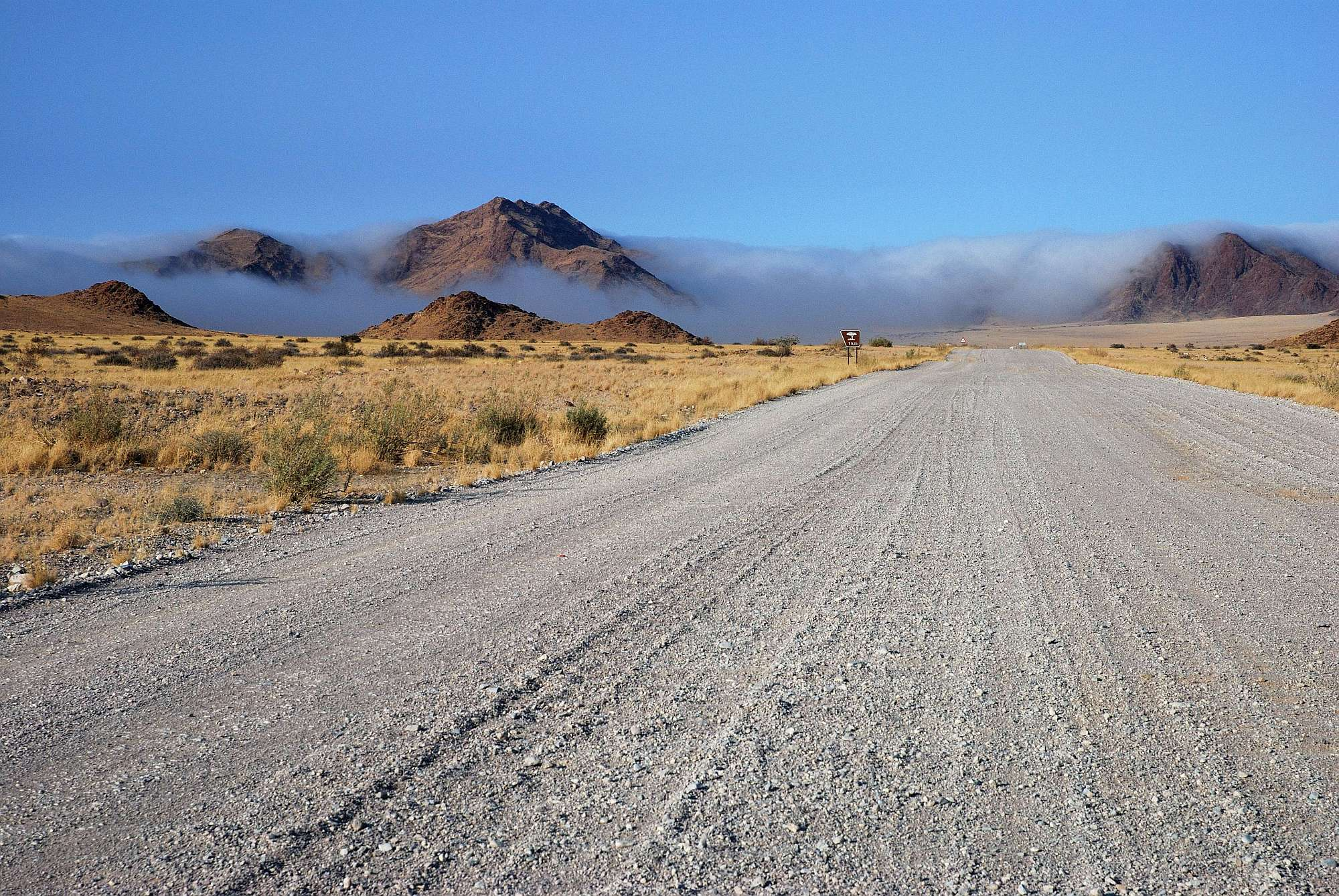
Küstennebel im Sossusvlei

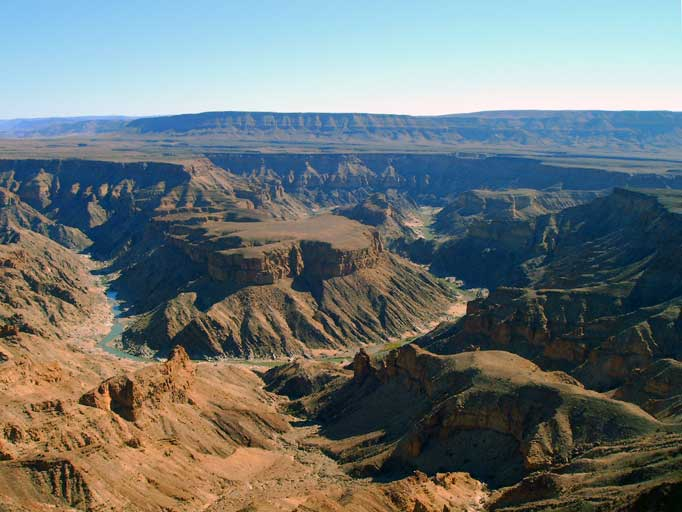
Fischfluss-Canyon

Dem Gariep-Gürtel werden bemerkenswerte Naturräume zugeordnet bzw. liegen in dessen näheren Umgebung, zum Beispiel:
Die Große Randstufe ist ein Steilabfall und eine Schichtstufe im südlichen Afrika, die das Zentralplateau gegen die Küstenebenen zum Atlantischen und Indischen Ozean abgrenzt.
Die Namib ist eine etwa 2.000 km lange und 160 km breite Trockenwüste, die sich an der Atlantikküste von Mitte Angolas bis nach Südafrika erstreckt. Der größte Abschnitt befindet sich auf dem Territorium von Namibia. Im Osten schließt die Namib an die Große Randstufe an. Südöstlich geht sie in die Kalahari über.
Der Fischfluss-Canyon in der westlichen ǁKaras-Region im südlichen Namibia.

## Bodenschätze

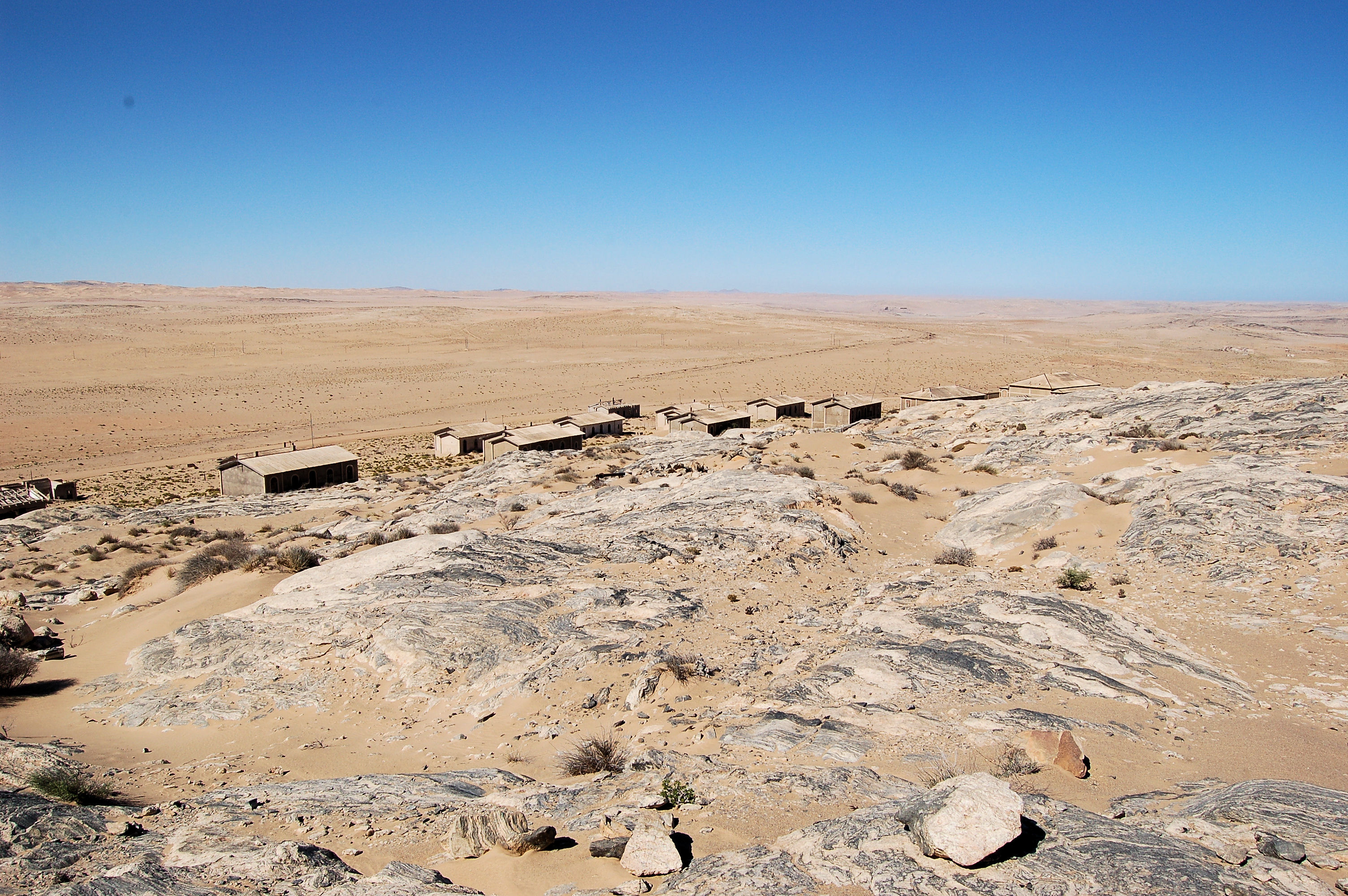
Kolmanskop, Namibia (2813283661)

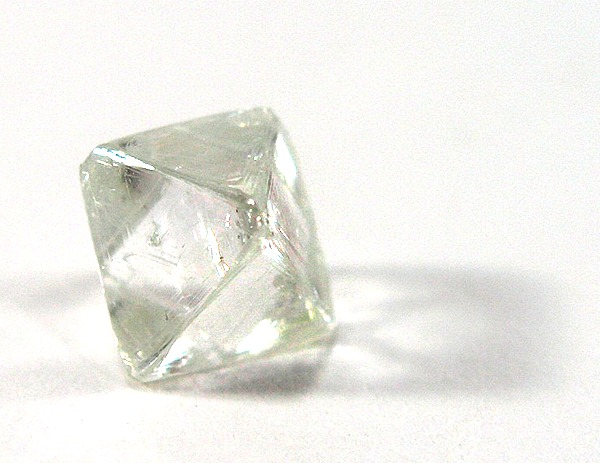
Diamond-39513

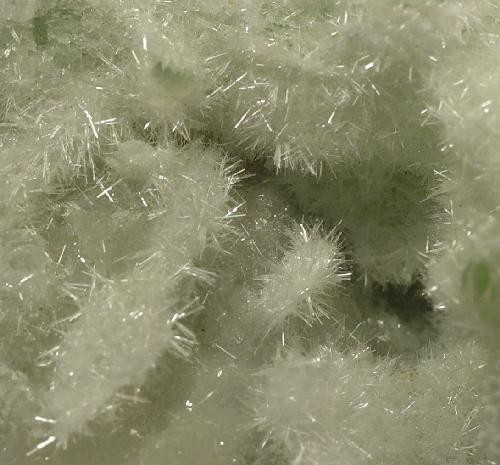
Skorpionite-229846 Nichtsulfides Zinkmineral Skorpionite aus der Skorpion Zinkmine von Rosh Pinah in der Port-Nolloth-Zone von Namibia

Wirtschaftlich bedeutend sind insbesondere den Abbau von Diamanten und verschiedenen Erzen.

### Diamanten
Diamant ist ein Mineral und die kubische Modifikation des Kohlenstoffs mit der größten Härte aller natürlichen Stoffe. Er bildet meist oktaederförmige Kristalle.
Natürliche Diamanten bildeten sich im Erdmantel unter hohen Drücken und Temperaturen, typischerweise in Tiefen größer 150 Kilometern bei Temperaturen von 1200 bis 1400 °C. Diese Bedingungen waren meist nur im oberen Erdmantel ab dem Archaikum gegeben.
Diamant-Muttergesteine im Erdmantel sind Peridotit und Eklogit. Letzterer entsteht oft durch subduzierte ozeanische Kruste. Gasreiche vulkanische Gesteine, so genannte Kimberlite transportieren Bruchstücke des Erdmantels mit den darin enthaltenen Diamanten bei ihrer Eruption an die Erdoberfläche, wo sie in erstarrten vulkanischen Eruptivschloten gefunden werden können.
Diamanten werden schon seit Zeiten von Deutsch-Südwestafrika abgebaut. Anfänglich erfolgte die Gewinnung im Tagebau mit Zentrum um die Stadt Kolmanskop oder auch Kolmanskuppe. Beide, Tagebau und Kolmanskop, sind inzwischen aufgegeben, und Kolmanskop ist zur Geisterstadt verfallen.
Anschließend erfolgte der Abbau im heutigen Tsau-ǁKhaeb-(Sperrgebiet)-Nationalpark. Dieses Diamanten-Sperrgebiet erstreckt sich entlang der Atlantikküste etwa zwischen den Städten Lüderitz bis Oranjemund an der Mündung des Oranje Flusses an der Grenze zu Südafrika. Derzeit werden die meisten namibischen Diamanten – bis zu zwei Drittel – in Alluvialböden (junge Schwemmböden an Meeresküsten) im Offshore-Abbau gefördert. Entstanden sind diese Böden durch den Oranje Fluss, der Sedimente mit den Diamanten aus dem Landesinnern an der Atlantikküste ablagerte. Der Abbau erfolgt durch die monopolistische Namdeb Holding. Die namibischen Diamanten gelten mit Abstand als die reinsten und teuersten der Welt.

### Erze
Bedeutend ist die Rosh-Pinah-Formation in der Hilda-Untergruppe der Port-Nolloth-Zone. Sie ist eine sedimentär-exhalative Lagerstätte und enthält geschichtete Ansammlungen mit Zink-, Blei-, Kupfer- und anderen Erzen in nichtsulfider sowie in sulfider Verbindung. Die Zink-Gehalte in den Gesteinen können bis zu 18 % betragen, die von Blei bis zu 6 % und die von Kupfer bis zu 0,8 %.
Entstanden ist die Rosh-Pinah-Formation während einer Grabenbruchbildung zwischen den Kratonen Kalahari und Rio de la Plata. Dabei traten u. a. unterschiedliche vulkanische Aktivitäten und hohe Wärmeentwicklungen an Anomalien mit Bildung von hydrothermalen Lösungen auf.
Diese Erze sind hauptsächlich enthalten in klastischen, nicht Carbonate-haltigen Arkosen und geringfügiger in vulkanischen Quarz-Serizit-Schiefern, die sich in flachen oder tieferen Wasserzonen ablagerten.
Die Ausfällungen der Minerale erfolgte in primären, hydrogenen oder sekundären, supergenen Phasen. In der primären Phase entstehen meist sulfidische Erze, während die supergene Phase Nichtsulfide mittels Verwitterungslösung in oberflächennahen Wässern (oberhalb des Grundwasserspiegels) und erneute Ausfällung aus den Sulfiden erzeugt.
Diese werden im Umfeld der Bergbaustadt Rosh Pinah nördlich des Flusses Oranje abgebaut, insbesondere in der Tagebau-Zinkmine Skorpion Zinc. Nach dieser Lagerstätte wurde das seltene nichtsulfide Mineral Skorpionit mit einem außergewöhnlich hohen Zinkgehalt von bis zu 29 % entdeckt und gefördert. Andere vorkommende Zinkerze sind z. B. Smithsonit oder Hemimorphit.

## Evolutionäre Faunenentwicklung

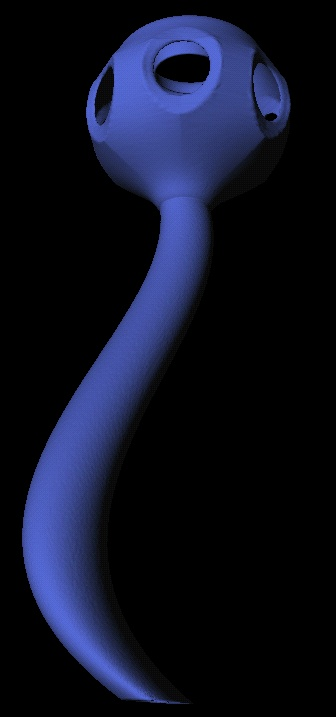
Namacalathus hermanastes Zeichnerische Darstellung von Namacalathus aus der Ediacara-Fauna mit möglichem Fundort in der Nama-Gruppe des Gariep-Gürtels von Namibia

Ein bedeutsamer evolutionärer Abschnitt der Faunenentwicklung stellt die Ediacara-Fauna im Zeitraum von 580 bis 540 mya dar. Es wird vermutet, dass diese Evolution im Zusammenhang mit dem Ende der Marionischen Eiszeit um 635 mya steht, die die letzte globale Vereisung war (Schneeball Erde). Änderungen in der marinen Paläoökologie, insbesondere der Anstieg des Sauerstoffgehalts auch in tiefen Gewässern könnte die Faunenentwicklung begünstigt haben.
Es wird angenommen, dass es sich bei der Ediacara-Fauna überwiegend um sehr einfache, aber vielzellige Tiere (Metazoa) handelt. In der namibischen Nama-Gruppe (Typlokalität) und anderen globalen Regionen entstand die Nama-Gemeinschaft. Die Nama-Gemeinschaft umfasst die jüngsten Ediacara-Fossilien, von etwa 548 bis 543 mya.
Typische Vertreter sind die farnwedelartigen Swartpuntia, Ernietta sowie die skelettragenden Cloudina und Namacalathus. Auch kommen röhrenförmige Fossilien vor, von denen eine im Sediment eingegrabene Lebensweise vermutet wird. Die Funde der Nama-Gemeinschaft liegen weit voneinander getrennt, aber meist auf einem schmalen Band innerhalb der Tropen. Viele Funde stammen aus Karbonatgesteinen. Die Fossilien dieser Gemeinschaft scheinen in relativ tiefem Wasser an Kontinentalhängen in bewegtem Wasser gelebt zu haben.